# Jules Valton
Henri Jules Valton (* 11. Mai 1867 in Courson-les-Carrières; † 6. August 1941 in Paris) war ein französischer Segler.

## Erfolge
Jules Valton, der für den Cercle de la Voile de Paris segelte, nahm an den Olympischen Spielen 1900 in Paris teil, wo er in drei Wettbewerben antrat. In der gemeinsamen Wettfahrt gelang ihm als Skipper der Crabbe II keine Zieleinfahrt, während er in der Bootsklasse 0,5 bis 1 Tonne zweimal das Podium erreichte. In der ersten Wettfahrt belegte er den zweiten Platz hinter der Scotia aus Großbritannien und schloss die zweite Wettfahrt hinter der Pettit-Poucet und der Scamasaxe auf Rang drei ab. Bei allen Wettfahrten bestand die Crew aus Jacques Baudrier, Jean Le Bret, Félix Marcotte und William Martin.
Bei den Motorboot-Wettkämpfen, die nicht zum olympischen Programm gehörten, wurde Valton in zwei Rennen jeweils Zweiter.